# Albert Meyong Ze
Albert Meyong Ze (Yaounde, 19 de Outubro de 1980) é um ex-futebolista camaronês que atuou como avançado.

## Carreira
Foi o melhor marcador do Campeonato Português de Futebol na época 2005-06 quando ao serviço do Belenenses.
Durante a época 2007/2008 quando voltou ao Belenenses foi o protagonista de um "caso" da época: Caso Meyong. Contra os regulamentos da UEFA durante um mesmo campeonato o jogador jogou por 3 clubes diferentes. Com desconhecimento da situação no decorrer da 16ª jornada foi titular frente à Naval. Em consequência o Belenenses foi penalizado em 6 pontos (menos três pela vitória na partida em causa, e menos três pela utilização indevida).
No início da época 2008/2009 assinou pelo Sporting Clube de Braga por duas épocas.
Em 2013, foi contratado pelo Kabuscorp do Palanca, onde foi o melhor marcador 3 vezes consecutivas.

## Artilharias
Belenenses
- Bola de Prata (17 gols marcados): 2005/2006